# 금관후
금관후 왕비(金官侯 王㶨, ? ~ 1092년 음력 4월 14일)는 고려의 왕족이다. 문종과 인예왕후의 7남이다.

## 생애

### 가계
고려의 제11대 왕 문종과 인예태후의 일곱째 아들이며, 언제 태어났는지는 분명치 않다. 성은 왕, 이름은 비(㶨), 본관은 개성이다. 순종, 선종, 숙종 등의 친동생이며, 권신 이자연의 외손자이다.

### 왕자 시절
1077년(문종 31년) 음력 3월 5일 특진으로 검교사공 금관후의 관작과 식읍 1,000호를 받았으며. 이후 1086년(선종 3년) 음력 2월 21일에 수사도와 식읍 2,000호를, 1092년(선종 9년) 음력 4월 6일에는 수태위 겸 중서령의 관작과 식읍 3,000호, 식실 500호를 받았다. 그러나 금관후는 수태위에 오른지 불과 8일 후인 음력 4월 14일 사망하고 말았다.
한편 1086년(선종 3년) 음력 2월 8일 금관후의 동복남매 적경궁주와 금관후의 이복형제인 부여공 왕수가 혼인을 하였다. 이 당시 금관후와 변한후, 진한공 등은 이 혼인이 근친혼이라는 이유로 혼인을 중지시킬 것을 선종에게 간하였으나 받아들여지지 않았다.
사후 금관후에게는 장헌(莊憲)의 시호가 올려졌다. 소생은 없다.

## 가족 관계
- 조부 : 현종(顯宗, 992~1031)
- 조모 : 원혜왕후 김씨(元惠王后 金氏, ?~1022)
  - 아버지 : 문종(文宗, 1019~1083)
- 외조부 : 이자연(李子淵, 1003~1061)
- 외조모 : 계림국대부인 김씨(雞林國大夫人 金氏, 생몰년 미상)
  - 어머니 : 인예왕후 이씨(仁睿王后 李氏, ?~1092)
    - 형 : 순종(順宗, 1047~1083)
    - 형 : 선종(宣宗, 1049~1094)
    - 형 : 숙종(肅宗, 1054~1105)
    - 형 : 대각국사 의천(大覺國師 義天, 1055~1101)
    - 형 : 상안공 왕수(常安公 王琇, ?~1095)
    - 형 : 보응승통 왕규(普應僧統 王規, 생몰년 미상)
    - 동생 : 변한후 왕음(卞韓侯 王愔, ? ~1086)
    - 동생 : 낙랑후 왕침(樂浪侯 王忱, ?~1083)
    - 동생 : 총혜수좌 왕경(聰慧首座 王璟, 생몰년 미상)
    - 남매 : 적경궁주(積慶宮主, 생몰년 미상)
    - 남매 : 보령궁주(保寧宮主, ?~1113)